# Chinchipena
Chinchipena là một chi bướm đêm thuộc phân họ Tortricinae của họ Tortricidae.

## Các loài
- Chinchipena elettaria Razowski, 1999